# قوانین حرکت اویلر
قوانین حرکت اویلر (در مکانیک کلاسیک)، معادلات حرکتی هستند که قوانین حرکت نیوتن برای ذرۀ نقطه‌ای را به اجسام صُلب تعمیم می‌دهند. این قوانین حدود ۵۰ سال پس از ارائۀ قوانین حرکت نیوتن، توسط لئونارد اویلر فرمول‌بندی شدند.

## شرح اجمالی
قانون یکم اویلر بیان می‌دارد که تکانۀ خطی p یک جسم برابر با حاصل‌ضرب جرم آن در سرعت مرکز جرم آن vcm است
{\displaystyle \mathbf {p} =m\mathbf {v} _{\rm {cm}}}
با گرفتن مشتق زمانی از معادلۀ بالا می‌توان آن را به شکل :{\displaystyle \mathbf {F} =m\mathbf {a} _{\rm {cm}}} هم نوشت.
قانون دوم اویلر بیان می‌دارد که آهنگ تغییر تکانۀ زاویه‌ای L یک جسم حول یک نقطۀ ثابت (در یک چارچوب مرجع لَخت، معمولاً مرکز جرک جسم) برابر است با مجموع گشتاور (یا ممان نیروی) وارد شده به جسم
{\displaystyle \mathbf {M} ={d\mathbf {L}  \over dt}}